# 透视投影
透视投影是为了获得接近真实三维物体的视觉效果而在二维的纸或者画布平面上绘图或者彩現的一种方法，它也称为透视图。透视投影的绘制必须根据已有的几何规则进行。
- 参见透视中关于单点、两点以及三点透视投影的论述。
- 所有平面的透视图都有一定程度的失真，就像将地球表面绘制到平面地图上出现的失真一样。参见透视投影失真。

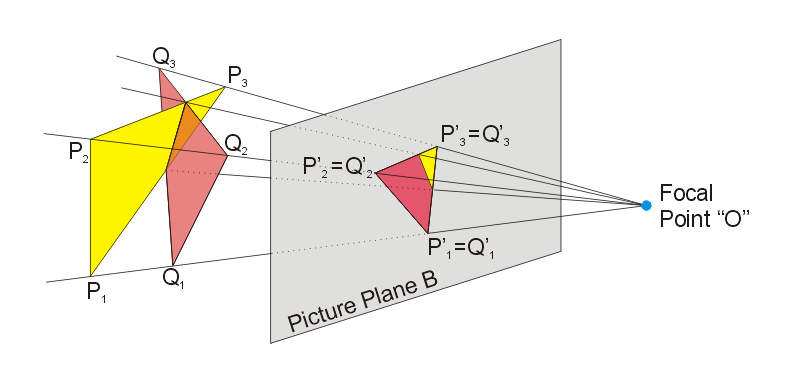
透视投影

下面是一些基本的透视投影绘图规则的术语。
- 像平面
- 消失点
- 观察点
- 地平線
- 直线透视
- 曲线透视
- 反透视